# Kristaps Zvejnieks
Kristaps Zvejnieks (Riga, 15 februari 1992) is een Letse alpineskiër. Hij nam driemaal deel aan de Olympische Spelen en haalde hierbij geen medaille.

## Carrière
Zvejnieks maakte zijn wereldbekerdebuut op 24 januari 2012 tijdens de slalom in Schladming.
Op de Olympische Winterspelen 2010 was hij goed voor een 37e plaats tijdens de slalom en de 62e plaats in de reuzenslalom. Tijdens de Olympische Winterspelen 2014 eindigde hij 43e op de reuzenslalom.

## Resultaten

### Wereldkampioenschappen
| Jaar | Plaats            | Resultaten                   |
| ---- | ----------------- | ---------------------------- |
| 2011 | Garmisch-P.       | 36e Slalom 54e Reuzenslalom  |
| 2013 | Schladming        | 38e Reuzenslalom DNF1 Slalom |
| 2015 | Vail/Beaver Creek | 37e Reuzenslalom DNF2 Slalom |
| 2017 | Sankt Moritz      | 32e Slalom DNS2 Slalom       |

### Olympische Spelen
| Jaar | Plaats      | Resultaten                                  |
| ---- | ----------- | ------------------------------------------- |
| 2010 | Vancouver   | 37e Slalom 62e Reuzenslalom                 |
| 2014 | Sotsji      | 43e Reuzenslalom DNF1 Slalom                |
| 2018 | Pyeongchang | 26e Combinatie 35e Reuzenslalom DNF1 Slalom |

### Wereldbeker
Eindklasseringen
| Seizoen   | Algm | SL  |
| --------- | ---- | --- |
| 2015/2016 | 149e | 56e |